# 宋彦斌
宋彦斌（1956年5月—），男，北京人，中华人民共和国外交官，曾任中华人民共和国驻哥斯达黎加共和国特命全权大使。

## 生平
1981年，进入中华人民共和国外交部工作，先后在驻莫桑比克大使馆、外交部非洲司、驻葡萄牙大使馆、外交部港澳事务办公室、中葡联合联络小组中方驻澳门代表处、外交部驻澳门特别行政区特派员公署任职。2000年，任外交部香港澳门台湾事务司参赞。2002年，升任副司长。2008年，任外交部驻澳门特派员公署副特派员。2012年12月，出任中华人民共和国驻哥斯达黎加大使。2017年4月，大使离任。

## 家庭
已婚，夫人刘明非，有一女。